# Fekete-barlang (Miskolc)
A Fekete-barlang Magyarország fokozottan védett barlangjai közül az egyik. A Bükki Nemzeti Park területén található. Magyarország nyolcadik legmélyebb és kilencedik legnagyobb függőleges kiterjedésű barlangja. A Bükk-vidék negyedik legmélyebb és negyedik legnagyobb függőleges kiterjedésű barlangja a Bányász-barlang, az István-lápai-barlang és a Jáspis-barlang után.

## Leírás
A bükk-fennsíki Nagy-fennsík északkeleti szélén, a Tekenősi-völgy déli végén, a Tekenős-zsomboly bejáratától körülbelül 60–85 méternyire, egy sziklakibúvásban nyílik. Egy időszakosan aktív víznyelőben van a bejárata, amelyhez egy legtöbbször száraz patakmeder vezet. A Tekenősi-rétről dózerúton közelíthető meg gyalog vagy terepjáróval. A barlang bejárata egy boltíves betontető. A bejáratánál látható a barlang feltárásának 30. évfordulója alkalmából elhelyezett emléktábla.
A bejárata után egy körülbelül 12 méter mély, lépcsőzetes, beépített vaslétrákkal ellátott, vasbeton bejárati akna van. A bejárati akna alján, az első szűk részben van lezárva a barlang egy acélrudazattal. A járatai anisusi sötétszürke, fekete, kalciteres dolomitban, alsó triász mészkőben, felső perm, sötétszürke mészkőben és ladin porfiritben jöttek létre. Tektonikus törések mentén keletkezett, elágazó, többszintes, időszakosan aktív, tipikus víznyelőbarlang. A lépcsőzetesen mélyülő aknasort rövid, nagy esésű patakmederrészek, kisebb-nagyobb termek és agyagos kúszójáratok tagolják.
A Kolmogorov-próba alatt egy állandó vizű forrás folyik az időszakosan aktív vízvezető járatba. A Torda István-ág legfelső részén egy állandó vizű, körülbelül 3×6 méter felszínű tó alakult ki. Egy másik, már száraz tóban, a Kristály-tóban az egykori vízszint alatt gömbös, de kristályokkal fedett képződmények vannak. Az 1. számú szifonja sokszor vízzel töltődik fel és ekkor a mögötte lévő járatok nem járhatók. A mélypontján egy elmenő szifon, a 2. számú szifon zárja el az utat. A középső részén egy nagy, labirintusos nyelőzóna van, ahol változatos cseppkövek képződtek. A legnagyobb terme a Magyar Carlista, amely egy körülbelül 20 méter magas és 10 méter széles, rézsútos terem.
Gyakori morfológiai nagyformája a kürtő, az akna, a meander és néhány gömbfülkével is lehet találkozni a barlangban. A morfológiai kisformákat a gömbüstök, a mennyezeti síkok, az evorziós üstök, a hullámkagylók, az ujjbegykarrok és a meanderező járatokban szinlők képviselik. A Fő-ágban nincs sok cseppkőképződmény, de a felső, újonnan feltárt járatokban tömegesen előfordulnak. A barlangban függőcseppkövek, szalmacseppkövek, állócseppkövek, cseppkőoszlopok, cseppkőzászlók, cseppkődobok, cseppkőlefolyások, mikrotetaráták, cseppkőmedencék, barlangi gyöngyök, kristályos borsókövek, típusos, gömbös borsókövek, korall-borsókövek és főleg a legmagasabban fekvő járatokban heliktitek, valamint a cseppköveken néha visszaoldódás figyelhető meg.
A barlangban eddig megfigyelt denevérek közül négy faj fokozottan védett. A vízgyűjtő-területe kicsivel kevesebb egy négyzetkilométernél. Időszakosan egy 20 méter magas vízesés található benne. Árvízveszélyes barlang. Hirtelen, nagy esőzéskor a barlangba befolyó víz miatt, amelynek a mennyisége 500 liter is lehet percenként, majdnem az egész barlang járhatatlan. Látogatni csak a Bükki Nemzeti Park Igazgatóság engedélyével, kötéltechnikai eszközök alkalmazásával és jó erőnléttel, mászótudással lehet. Mivel a barlang csak kötéltechnikai eszközökkel járható, kevesen látogatják, ezért a képződményeinek a többsége ép. A barlangban elnyelődő vizek a Margit-forrásban jelennek meg.
Magyarország nyolcadik legmélyebb és kilencedik legnagyobb függőleges kiterjedésű barlangja. A Bükk-vidék negyedik legmélyebb és negyedik legnagyobb függőleges kiterjedésű barlangja a Bányász-barlang, az István-lápai-barlang és a Jáspis-barlang után. 1981. december 31-én hazánk ötödik és a Bükk-vidék harmadok legmélyebb barlangja volt. A Bükk-vidék hetedik leghosszabb barlangja az István-lápai-barlang, a Bolhási–Jávorkúti-barlangrendszer, a Hajnóczy-barlang, a Létrási-vizesbarlang, a Szivárvány–Sebes-barlangrendszer és a Szepesi–Láner-barlangrendszer után.
A Torda István-ág Torda Istvánról, a MAFC Barlangkutató Csoport tagjáról lett elnevezve, aki 23 éves korában, a Gouffre Berger-ben (franciaországi barlang) hunyt el. Ebben a barlangrészben egy emléktábla is őrzi az emlékét. A Kolmogorov-próba nevű része Andrej Nyikolajevics Kolmogorov-ról lett elnevezve, a névadás oka ismeretlen. A Jean Marais-ág Jean Marais-ról lett elnevezve a régi francia filmekből ellesett kötéltechnika alkalmazása miatt, a kürtőmászást csak így sikerült megoldani. A Magyar Carlista nevű terem a Torca del Carlista nevű spanyolországi barlangról lett elnevezve, mert ebben a teremben a spanyolországi barlanghoz hasonló képződmények figyelhetők meg. A Fekete-barlang nevet az alapvetően sötét színű kőzetei miatt kapta. Előfordul a barlang az irodalmában Black Cave (Kordos 1977), Fekete Cave (Kordos 1977), Tekenősi Fekete-barlang (Nyerges 1997), Tekenős-víznyelő (Kordos 1984), Teknős-víznyelő (Dely 1970) és Teknős víznyelő (Kordos 1984) neveken is.

## Kutatástörténet
1975 nyarán Simon Ernő, a miskolci Nehézipari Műszaki Egyetem TDK Karszthidrológiai Szakcsoport tagja bukkant rá az időszakos víznyelőre és valószínűnek tartotta, hogy a víznyelő nyelési pontjának járhatóvá tételével egy nagy méretű barlangba lehet bejutni. A bejárati omladék három hónapig tartó bontása után 1975. november 9-én sikerült bejutni a barlangba a szakcsoport barlangkutatóinak. 1975-ben körülbelül 1000 m hosszúságig ismerték meg a barlangot. Az 1976. évi Karszt és Barlangban egy alaprajzi barlangtérkép-vázlat jelent meg róla.
1977 őszén a 137 méter mélységben lévő 1. sz. szifon átbontásával 80 méternyi új járatot tártak fel benne, amelynek a végén található a jelenlegi mélypontja. A felfedezésétől 1977-ig négy helyen akadt meg rövidebb időre a kutatás a végpont eléréséig. Az 1977-ben megjelent, Bükk útikalauz szerint nincsenek termeiben cseppkövek. Az 1976-ban összeállított, országos jelentőségű barlangok listájában lévő barlangnevek pontosítása után, 1977. május 30-án összeállított, országos jelentőségű barlangok listáján rajta van a Bükk hegységben, Miskolcon található barlang Fekete-barlang néven.
Az 1977. évi Karszt és Barlang angol nyelvű különszámában megjelent, The longest and deepest caves of Hungary (December 31, 1975) című közleményből megtudható, hogy a Bükk hegységben fekvő, 1000 m hosszú, 140 m mély Fekete Cave (Black Cave) 1975. december 31-én Magyarország 15. leghosszabb és 7. legmélyebb barlangja. A 13. leghosszabb barlang (Vass Imre-barlang), a 14. leghosszabb barlang (Tapolcai-tavasbarlang), a 16. leghosszabb barlang (Jávor-kúti-víznyelőbarlang) és a 17. leghosszabb barlang (Borókás-tebri 4. sz. víznyelőbarlang) szintén 1000 m hosszú. Az 1977. december 31-i állapot szerint (MKBT Meghívó 1978. május) a Bükk hegységben lévő, 140 m mély és kb. 1000 m hosszú Fekete-barlang hazánk 6. legmélyebb és 14. leghosszabb barlangja.
Az 1977. évi Karszt és Barlangban megjelent összeállítás alapján, 1977. december 31-én Magyarország 15. leghosszabb barlangja a Bükk hegységben elhelyezkedő, 1977. december 31-én, 1976-ban és 1975-ben kb. 1000 m hosszú Fekete-barlang. A 13. leghosszabb barlang (Vass Imre-barlang), a 14. leghosszabb barlang (Tapolcai-tavasbarlang) és a 16. leghosszabb barlang (Borókás-tebri 4. sz. víznyelőbarlang) szintén kb. 1000 m hosszú. Az összeállítás szerint, 1977. december 31-én Magyarország 6. legmélyebb barlangja a Bükk hegységben elhelyezkedő, 1977. december 31-én, 1976-ban és 1975-ben 140 m mély Fekete-barlang. Ez az összeállítás naprakészebb az 1978. májusi MKBT Meghívóban publikált listánál. 1978-ban járták be részben az Ember-terem feletti járatokat. 1978-ban kb. 500 m-rel nőtt hossza az új feltárásoknak köszönhetően. 1976 és 1978 között a szakcsoport tagjai felmérték járatait és a felmérés alapján Lévay Tibor és Simon Ernő készítette el a barlang alaprajz térképét és hosszmetszet térképét 1978-ban.
Az 1979-ben kiadott, Barlangok a Bükkben című könyvben szó van arról, hogy a tekenősi-völgyben helyezkedik el Magyarország legmélyebb dolomitban induló barlangja, a Fekete-barlang, amely 162,8 m mély a bejáratától számolva. Felmért járatainak hossza 1000 m, de több száz m-nyi feltárt ága még nem lett térképezve. A barlang csak megfelelő felszereléssel rendelkező és kitűnő erőben lévő barlangkutatóknak járható. Néhány helyen előnyben vannak a karcsú kutatók. A barlang a porfirit és a karbonátos kőzetek (mészkő, dolomit, és átmenetei) változatos formáit tárja fel. Alapvetően sötét színűek a kőzetek. A bükki viszonylatban hatalmas kürtők, a szép formák és a néhány helyen (leginkább a felső járatokban) megfigyelhető cseppkövek felejthetetlenné teszik a Bükk hegység legújabb feltárt hatalmas barlangját. A kiadványban publikálva lett a barlang függőleges metszet térképe. A könyvhöz mellékelt, a Bükk hegység barlangokban leggazdagabb területét bemutató térképen látható a 140-es számmal jelölt barlang földrajzi elhelyezkedése.
1980-ban a szakcsoport feltárta a Kristály-tavi-ágat és alaprajz térképet rajzolt az Ember-termi-labirintról. Az 1980. évi Karszt és Barlang 1. félévi számában publikálva lett, hogy a kiemelt jelentőségű Fekete-barlang az 5300-as barlangkataszteri területen (Bükk hegység) helyezkedik el. A barlangnak 5372/8. a barlangkataszteri száma. Az MKBT Dokumentációs Bizottsága a helyszínen el fogja helyezni, a többi kiemelt jelentőségű barlanghoz hasonlóan, a barlang fémlapba ütött barlangkataszteri számát. A barlangkataszteri szám beütéséhez alapul szolgáló fémlap ugyanolyan lesz mint a többi kiemelt jelentőségű barlang fémlapja.
1981. december 31-én Magyarország 5. és a Bükk-vidék 3. legmélyebb barlangja volt a 153 m mély barlang. 1982-ben a Miskolci Nehézipari Műszaki Egyetem Tudományos Diákköri Karszthidrológiai Szakcsoportjának volt kutatási engedélye a barlang kutatásához. 1982. július 1-től az Országos Környezet- és Természetvédelmi Hivatal elnökének 1/1982. (III. 15.) OKTH számú rendelkezése (1. §. és 3. §., illetve 5. sz. melléklet) értelmében a Bükk hegységben lévő Fekete-barlang fokozottan védett barlang. Fokozottan védett barlang a több szempontból is jelentős értékei miatt lett és azért, mert Magyarországon ritka az ilyen nagy méretű és változatos befoglaló kőzetű barlang. Az 1982. szeptember–októberi MKBT Műsorfüzetben meg van említve, hogy a Bükk hegységben található Fekete-barlang fokozottan védett barlang. A felsorolásban a barlangnevek az MKBT által jóváhagyott és használt helyesírás szerint, javított formában lettek közölve.
Az 1984-ben kiadott, Magyarország barlangjai című könyv szerint az 1970-es évek egyik nagy barlangi felfedezése volt a Fekete-barlang felfedezése és a könyvben részletes leírás található a barlangról. A kiadvány országos barlanglistájában szerepel a barlang, de a Bükk hegység barlangjai között két külön barlangként van feltüntetve a Fekete-barlang és a Tekenős-víznyelő, amely utóbbinak Teknős víznyelő a névváltozata. A listához kapcsolódóan látható az Aggteleki-karszt és a Bükk hegység barlangjainak földrajzi elhelyezkedését bemutató 1:500 000-es méretarányú térképen a két barlang földrajzi elhelyezkedése. A barlang 1981-ben kitöltött és 1984-ben kiegészített barlangkataszteri törzslapja alapján a barlang 204 m vízszintes kiterjedésű (mért adat), kb. 1000 m hosszú (becsült adat), 1981-ben 152,8 m mély volt (mért adat), 1984-ben pedig 163 m mély volt. A barlangban sok a szemét. 1981-ben egy rossz minőségű kötéllétra volt az üregben, amely 1984-ben már nem volt ott. A barlang bejárati ácsolata életveszélyes. 1984-ben Nagy Tibor rajzolta meg a Kristály-tavi-ág alaprajz térképét és hosszmetszet térképét, valamint keresztmetszet térképeit.
A barlang bejárata 1985, 1986 körül beomlott. Az 1986. évi Karszt és Barlangban megjelent bibliográfia regionális bibliográfia részében szerepel a barlang Fekete-barlang néven. Az összeállítás szerint a Karszt és Barlangban publikált írások közül 1 foglalkozik a barlanggal. 1987-ben Király Gábor, a BEAC Barlangkutató Csoport tagja állandó nittfüleket helyezett el a bejárati aknákban. Az 1987. december 31-i állapot alapján Magyarország 20. leghosszabb barlangja az 5372/8 barlangkataszteri számú, 1000 m hosszú Fekete-barlang. A 19. leghosszabb barlang (Borókás-tebri 4. sz. víznyelőbarlang) és a 21. leghosszabb barlang (Vass Imre-barlang) szintén 1000 m hosszú. Az összeállítás szerint az 1977. évi Karszt és Barlangban közölt hosszúsági listában a Fekete-barlang kb. 1000 m hosszú. Az 1987. december 31-i állapot alapján Magyarország 6. legnagyobb függőleges kiterjedésű barlangja az 5372/8 barlangkataszteri számú, 162,8 m függőleges kiterjedésű Fekete-barlang. Az összeállítás szerint az 1977. évi Karszt és Barlangban közölt mélységi listában a barlang 140 m mély.
Az 1989. évi Karszt és Barlangban lévő, Magyarország barlangjai című összeállításban szó van arról, hogy a Nagy-fennsík É-i peremén végighúzódó dolomitsávban egy jelentősebb barlang van, a tekenősi Fekete-barlang. A barlang egy időszakos víznyelő kibontásával, 1975-ben lett feltárva. Az 1000 m hosszú és 163 m mély barlang a Bükk hegység harmadik legmélyebb barlangja. A barlang remek betekintést nyújt a környék földtani felépítésébe. A dolomitban keletkezett aknarendszer alatti részek befoglaló kőzete alsó triász, agyagpala betelepüléses mészkő, mélyponti része pedig eléri a felső perm mészkövet, sőt, néhány részen a vulkáni, triász porfirit képződményei is megfigyelhetők.
A publikációban lévő 3. ábrán (Bükk hegység térkép) be van mutatva a barlang földrajzi elhelyezkedése. A folyóirat 1989. évi különszámában napvilágot látott ennek az utóbbi tanulmánynak az angol nyelvű változata (The caves of Hungary). Ebben a tanulmányban Fekete Cave a barlang neve. Az angol nyelvű tanulmányhoz mellékelve megjelent egy olyan lista, amelyben Magyarország leghosszabb, és egy olyan lista, amelyben Magyarország legmélyebb barlangjai vannak felsorolva. A két felsorolás szerint a Bükk hegységben fekvő, 1000 m hosszú és 163 m mély Fekete-barlang (Fekete Cave) 1988-ban Magyarország 20. leghosszabb és 6. legmélyebb barlangja. (1977-ben a barlang 1000 m hosszú és 140 m mély volt.)

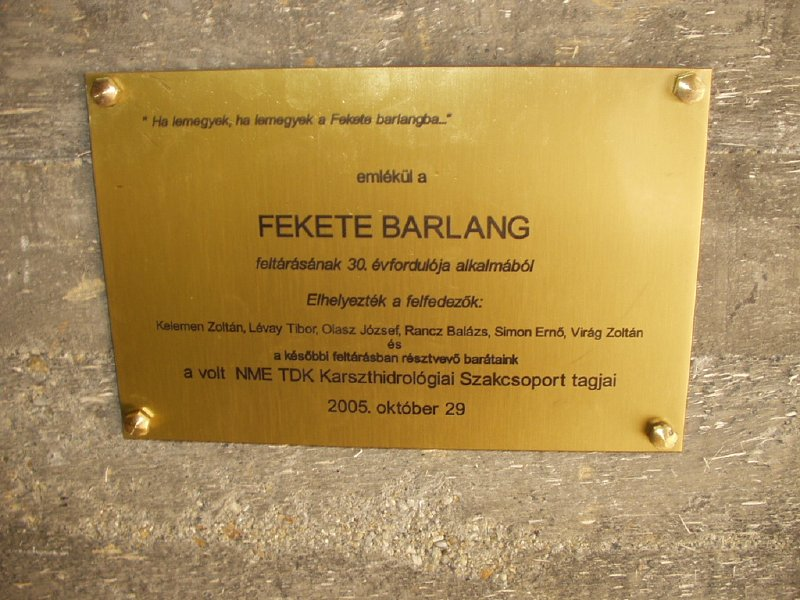
A barlang bejárati részén elhelyezett emléktábla

1989-ben a barlang bejáratát a Bükki Nemzeti Park Igazgatóság megbízásából, Szenthe István által vezetve erősítették meg, építették ki omlások ellen, de a barlangot nem zárták le. 1990-ben az NME TDK Karszthidrológiai Szakcsoportnak volt kutatási engedélye a barlang kutatásához. 1993-ban körülbelül 1500 méter hosszú és 163 méter mély volt, amelyek részben részletesen felmért, részben becsült adatok az állapotfelvételi és kezelési lapja alapján, valamint a kéziratban Kovács Zsolt javasolta egy korlát építését a bejárati akna elé balesetveszély elkerülése miatt, amely azóta sem valósult meg.
1996 áprilisában Sásdi László víznyomjelzéssel mutatta ki összefüggését a Margit-forrással. A Tekenős-alsó-forrásban és a Vekerle-forrásban nem volt megfigyelhető a megfestett víz. 1996-ban és 1997-ben a MAFC Barlangkutató Csoport összesen körülbelül 500 méter, 1998-ban körülbelül 120 méter hosszú járatot fedezett fel. 1997. május 18-án lett ismert a Torda István-ág. 1997-ben a MAFC Barlangkutató Csoport egy hosszmetszeti barlangtérkép-vázlatot rajzolt a barlangról, majd a csoport tagja, Elekes Balázs a csoport felmérése alapján 1998-ban egy újabb hosszmetszeti barlangtérképet, amelynek egy része barlangtérkép-vázlat rajzolt az új feltárt részekkel együtt.
1998. május 14-től a környezetvédelmi és területfejlesztési miniszter 13/1998. (V. 6.) KTM rendelete szerint a Bükki Nemzeti Park Igazgatóság illetékességi területén, a Bükk hegységben található Fekete-barlang az igazgatóság engedélyével látogatható. 1999 elején körülbelül 2200 méter hosszú volt, amelyből 1182,94 méter fel volt mérve. Ekkor 174 méter mély. 1999-ben a Bükki Nemzeti Park Igazgatóság megbízásából lezárták a barlangot. 2000-ben Ézsiás György, a Troglonauta Barlangkutató Egyesület tagja a bejárati aknarendszerben és egyéb helyeken további nittfüleket épített be. 2001. május 17-től a környezetvédelmi miniszter 13/2001. (V. 9.) KöM rendeletének értelmében a Bükk hegység területén lévő Fekete-barlang fokozottan védett barlang. Egyidejűleg a fokozottan védett barlangok körének megállapításáról szóló 1/1982. (III. 15.) OKTH rendelkezés hatályát veszti. A 2002-es kezelési tervében az olvasható, hogy vízszintes kiterjedése 209 méter és mélysége 152,8 méter egy 1980-ban készült barlangtérkép alapján.
A 2003-ban megjelent Magyarország fokozottan védett barlangjai című könyvben található barlangismertetés szerint a hegység 6. leghosszabb barlangja, hosszúsága 2200 m, mélysége 174 m és vízszintes kiterjedése 150 m. A könyvben lévő, Egri Csaba és Nyerges Attila által készített hosszúsági lista szerint a Bükk hegységben lévő és 5372-8 barlangkataszteri számú Fekete-barlang Magyarország 21. leghosszabb barlangja 2002-ben. A 2002-ben kb. 2200 m hosszú barlang 1977-ben kb. 1000 m és 1987-ben 1000 m hosszú volt. A könyvben található, Egri Csaba és Nyerges Attila által készített mélységi lista szerint a Bükk hegységben lévő és 5372-8 barlangkataszteri számú Fekete-barlang Magyarország 5. legmélyebb barlangja 2002-ben. A 2002-ben 174 m mély barlang 1977-ben 140 m és 1987-ben 163 m mély volt.
2005. szeptember 1-től a környezetvédelmi és vízügyi miniszter 22/2005. (VIII. 31.) KvVM rendelete szerint a Bükki Nemzeti Park Igazgatóság működési területén, a Bükk hegységben található Fekete-barlang a felügyelőség engedélyével látogatható. 2005. szeptember 1-től a környezetvédelmi és vízügyi miniszter 23/2005. (VIII. 31.) KvVM rendelete szerint a Bükk hegységben lévő Fekete-barlang fokozottan védett barlang. 2005. október 29-én emléktáblát helyeztek el a barlang bejáratában a barlang feltárásának 30. évfordulója alkalmából.
A 2005-ben megjelent Magyar hegyisport és turista enciklopédia című kiadványban önálló szócikke van a barlangnak. A szócikk szerint az 1982-től fokozottan védett Fekete-barlang Magyarország 5. legmélyebb barlangja. A Bükk hegységben lévő Nagy-fennsíkon, a Tekenősi-völgy D-i végén, 565 m tszf. magasságban van a bejárata. A 2200 m hosszú és 174 m mély aknarendszer 1975-ben egy időszakos víznyelő kibontásával lett feltárva. A járatok harántolnak triász dolomitot, mészkövet, porfiritet és permi mészkövet. A lépcsőzetesen mélyülő aknasort nagy esésű, rövid patakmederszakaszok, kisebb-nagyobb termek és agyagos kúszójáratok tagolják. Középső részén kiterjedt labirintusos nyelőzóna helyezkedik el, amit változatos cseppkőképződmények tesznek különlegessé. A falakat kisebb oldott formák, a meanderező járatokat pedig szinlők ékesítik. Majdnem a teljes barlang járhatatlan csapadékos időben a jelentős mennyiségű befolyó víz miatt. A Bükki Nemzeti Park Igazgatósága 1999-ben lezárta a bejárat omlásveszélyének elhárítása után. Látogatásához engedély, jó erőnlét, mászótudás és kötéltechnikai ismeretek kellenek. A MAFC Barlangkutató Csoport egyik legjelentősebb feltárása volt az, hogy új részeket fedezett fel a Fekete-barlangban.
2006-ban készült el legújabb alaprajz és hosszmetszet térképe. 2007. március 8-tól a környezetvédelmi és vízügyi miniszter 3/2007. (I. 22.) KvVM rendelete szerint a Bükki Nemzeti Park Igazgatóság működési területén lévő Bükk hegységben elhelyezkedő Fekete-barlang az igazgatóság engedélyével tekinthető meg. 2013. július 19-től a vidékfejlesztési miniszter 58/2013. (VII. 11.) VM rendelete szerint a Fekete-barlang (Bükk hegység, Bükki Nemzeti Park Igazgatóság működési területe) az igazgatóság hozzájárulásával látogatható. 2015. november 3-tól a földművelésügyi miniszter 66/2015. (X. 26.) FM rendelete szerint a Fekete-barlang (Bükk hegység) fokozottan védett barlang. 2021. május 10-től az agrárminiszter 17/2021. (IV. 9.) AM rendelete szerint a Fekete-barlang (Bükk hegység, Bükki Nemzeti Park Igazgatóság működési területe) az igazgatóság engedélyével látogatható. A 13/1998. (V. 6.) KTM rendelet egyidejűleg hatályát veszti.

## További irodalom
- Lénárt László: Hidrogeológiai kirándulások a Bükkben. Tankönyvkiadó, Budapest, 1977. 166. old.
- Slíz György: Fekete-barlang. In: Slíz György: Felfedezések a föld alatt. Magyarország új barlangjai 2003–2013. Budapest, 2014. 202–205. old. ISBN 9789630884730